# Roggwil (Turgowia)
Roggwil − miejscowość i gmina (Politische Gemeinde) w północno-wschodniej Szwajcarii, w kantonie Turgowia, w okręgu (Bezirk) Arbon. 

## Demografia
W Roggwil mieszka 3 307 osób. W 2021 roku 10,6% populacji gminy stanowiły osoby urodzone poza Szwajcarią. 

## Transport
Przez teren gminy przebiegają autostrada A23 oraz drogi główne nr 451 i nr 474.